# Automatisme (kunst)
Automatisme in de beeldende kunst is een manier van werken om zonder vooropgezet idee of plan met de kwast, pen of potlood de opwellende impulsen en beelden te volgen, om op die manier de grenzen van het eigen denken en overwegen te doorbreken. Het automatisme was sterk verbonden met het begrip onbewuste van Sigmund Freud, als een methode om de onbewuste lagen in zichzelf waar te nemen en te benutten in het maken van kunst.

## Achtergrond
Het 'automatische creëren' is als idee voor het eerst uitgebreid verwoord in 1924 door André Breton in zijn Manifest van het Surrealisme; hierin was het idee vooral gericht op het schrijven en dichten. Een aantal kunstenaars rondom hem binnen het toen groeiende surrealisme hebben dit idee overgezet naar het schilderen en tekenen: de kunstenaar volgde zijn spontane invallen en vrije associaties. Automatisme werd zo al doende een methode die in staat werd geacht om onbewuste beelden, en/of spontane associaties met de werkelijkheid, al schilderend naar boven te laten komen, waarna ze vervolgens een plaats vonden in het schilderij. 
André Masson deed het al tekenend, waar een Salvador Dali het al schilderend zou toepassen. Ook Max Ernst gebruikte het automatisme bewust in zijn schilderijen, evenals de jonge Joan Miro, al tijdens diens verblijf in Parijs. Een aantal van deze Europese kunstenaars die vanaf circa 1938 het nazi-geweld ontvluchtten door naar de V.S. te reizen, namen het automatisme in hun kunst met zich mee en brachten zo de Amerikaanse kunstenaars van het opkomende abstract expressionisme ermee in contact, o.a. bij Jackson Pollock en Willem de Kooning. 
Ook in de iets latere kunststromingen zoals het naoorlogse Cobra speelde het automatisme een belangrijke rol; daar werd het enigszins omgebogen naar 'het zo direct en spontaan mogelijk schilderen', om zo heel bewust de controle tijdens het schildersproces te willen verliezen.   